# 가면라이더 스트롱거
가면라이더(일본어: 仮面ライダーストロンガー 카멘라이드 스토롱가[*], 영어: Kamen Rider Stronger)는 1975년 4월 5일일부터 1975년 12월 27일까지 TBS계열로 매주 토요일 19:30 - 20:00(JST)에 전 39화가 방송된 토에이 제작의 특수 촬영 TV프로 및 작중으로 주인공이 변신하는 히어로의 5번째 가면라이더 시리즈다.

## 스토리
주인공 죠 시게루는, 악의 조직 블랙 사탄에게 살해당한 친구 누마타 고로의 복수를 위해, 자진해서 블랙 사탄의 비밀 기지로 들어가, 개조 수술을 받아 전기 인간이 되었다. 자기최면 장치에 의해서 뇌개조를 면하고 대수령을 향한 선서의 장소에서 반기를 들어 비밀 기지를 탈주, 그 때에 구출한 전파 인간 태클 미사키 유리코와 함께, 블랙 사탄이나 델저 군단이 보내는 기계인이나 개조 마인과의 싸움을 펼친다.

## 가면라이더
※가면라이더 스트롱거
장수풍뎅이를 모티브로 한 개조 전기 인간이며, 죠난 대학의 학생이었던 죠 시게루가 블랙 블랙 사탄에게 개조된 모습. 전기 인간이라는 이름대로, 체내에 강력한 발전기를 가져, 거기에서 만들어지는 전기를 이용한 기술을 자랑으로 여긴다. 양손이 코일 형태로 형성되어 있어 변신할 때 오른손이 플러스 전극, 왼손이 마이너스 전극으로 되어 있어 이것을 접촉시키는 일로 체내의 발전 장치를 작동시켜 완료한다. 그 때문에, 본모습시는 상시 장갑을 착용하고 있다. 점프력 90m. 태클의 사후 한층 더 개조를 받아 전기 인간으로부터 초전자 인간으로 「차지 업」하는 힘을 몸에 익혔다. 가슴의 적색의 프로텍터에는, 스트롱거의 머리 글자인 S자의 마크가 달려 있다. 신체에 있는 붉은 라인은 접지 역할을 하고 있다. 변신 직후 에너지량은 굉장하고, 포화 상태가 되어 불기둥이 솟아오를 정도이다. 개조 직전 당시는 22세.
변신 후에 결정적 대사가 존재하고, 또, 그 대사의 길이로 인해 제5화 이후에서는 일부의 프레이즈가 생략되는 케이스도 있었다. 버전으로서는 높은 곳으로부터 적을 내려보며 단번에 말하는 대사와 전투원 상대로 살진(전투)을 실시하면서 말하는 버전이 있어 「가면라이더(스카이 라이더)」에 죠 시게루가 게스트 출연했을 때는 후자의 것이 재현되었다.
주인공인 죠 시게루의 밝은 성격도 도와 죄가 없는 권선 징악이 작품 특유의 칼러가 되어 있다. 죠 시게루는 당초 약간 비딱한 성격으로 설정되어 첫 대면의 타치바나 토우베를 「아저씨」부르고 있을 정도였다. 그러나 연기하고 있던 아라키의 요망도 있어, 점차 온후하고 예의 바른 성격으로 변경되어 갔다(아라키 본인의 이야기에서는 「상냥함」을 보이고 싶었다는 것). 덧붙여서 죠 시게루가 착용하고 있는 「S자 셔츠」는 오토바이 협력 회사인 「스즈키」의 레이싱 팀의 유니폼이다.
「스카이 라이더」에서는 인간으로서 성장한 부분을 볼 수 있게 되었다.
※가면라이더 스트롱거(차지 업)
최강의 개조 마인 집단 델저 군단에 의해서 중상을 입은 죠 시게루가, 전 블랙 사탄의 과학자인 마사키 요이치로 박사가 연구하고 있었던 초전자 에너지를 얻기 위한 파츠, 초전자 다이나모를 신체에 이식한 것에 의해서 변신 가능해진 전기 인간의 100배의 파워를 발휘하는 초전자 인간, 즉 스트롱거의 강화체이다. 통상의 스트롱가를 훨씬 더 능가하는 파워를 가져, 지금까지 모든 전기 기술이 통용되지 않았던 델저 군단의 개조 마인도 훨씬 더 능가해 일격으로 쓰러뜨릴 정도의 파워를 가진다. 다만, 그 초전자의 사용에는 1분간이라고 하는 시간제한이 있어, 이것을 넘으면 산산조각나며 자폭하는 위험성을 가진다. 또, 초전자 상태에서의 기술의 사용은 종래의 십수배의 에너지를 소비한다. 차지 업시의 외관은 카부텍터(흉부의 붉은 프로텍터)에 은빛의 라인이 들어가고, 카부토 쇼크(이마의 뿔)가 은빛으로 변화하는 등의 차이가 보인다. 「차지 업」의 구령과 함께 가슴의 「S글자」가 회전한다. 또한 이 개조 후에는 차지 업 전의 스트롱거도 강화된 것 같아서 델저와 거의 호각으로 싸울 수 있게 되어 전기 기술도 효과가 있게 되었다.(뱀 여자나 자석 단장은 스트롱거의 전기 기술로 나름대로 데미지를 받고 있었다). 가면라이더 사상 최초의 폼 체인지이다.
※전파인간 태클
무당 벌레를 모티프로 하는 여성 전사. 블랙 사탄에게 개조된 미사키 유리코가 변신한 모습. 전용 오토바이는 텐토로. 스트롱거와 함께 싸우는 오토바이를 조종하는 개조 인간으로, 일부 상업잡지에서는 “가면라이더 태클”이라고 기술된 적도 있지만, 정규 가면라이더로서는 카운트되어 있지 않다. 프로그램 프로듀서 히라야마 토오루가 소설의 형태로 발표한 설정에서는, 「가면라이더의 한 사람이 아니라, 죠 시게루의 파트너로서 장례지내고 싶다」라고 하는 시게루의 의사로 가면라이더의 이름은 주어지지 않았다고 해석되고 있다.「가면라이더 SPIRITS」에서도, 죠 시게루가 유리코를 가면라이더가 아니라 보통 여성으로서 조문하고 싶다고 하는 취지의 대사를 말하고 있다.
뇌개조에 수반되는 강화 수술 전에 스트롱거에게 구출됐기 때문에, 그 전투 능력은 낮고, 전투원은 맞상대 할 수 있지만 기계인에게는 통하지 않고, 핀치에 빠지는 일도 많았다. 제30화에서 델저 군단의 닥터 케이트(=개맨드라미)의 독액을 받고, 빈사의 중상을 입어, 여생이 얼마 남지 않은 것을 깨닫는다. 그리고, 이 사실을 토우베에게만 털어 놓고, 시게루 커피를 볶으며, 스스로의 꿈을 말한다. 그리고 스트롱거의 위기에 필살기 · 울트라 싸이클론 발동. 원수 닥터 케이트를 매장하지만, 그것은 양날의 검이며, 시게루를 향한 마음을 가슴에 품고 짧은 생애를 마친다.
태클 개조 전의 과거의 경력에 대해서는, 마사키 마모루라고 하는 오빠가 있던 것 이외는 본편에서 밝혀진 것은 없었다. 일설에서는 개조 수술의 쇼크로 기억상실에 걸렸다고도 말하지만, 이것도 본편에서는 분명하지 않다. 앞서 서술한 소설에서는, 프랑스 · 니스 태생의 16세. 아버지는 무역상으로 어머니는 등산가. 카미코우치 · 토쿠모토 고개 산중에서 마모루와 함께 블랙 사탄에게 납치되었다, 고 한다. 본인은 매우 지기 싫어하는 성격으로, 시게루와는 공적을 둘러싸고 말싸움이 끊어지지 않는 관계였다.
신장 160cm, 체중 49kg. 일정한 포즈와 함께 「에잇! 야!! 토!!」라는 구령을 말하면서 변신한다(키워드 약식으로도 변신은 가능).
라이더맨과 같이 입을 내놓고 있기 때문에 변신 후에도 기본적으로 유리코 역의 오카다 쿄코가 연기하고 있지만, 오카다는 난투 장면에 서툴렀었기 때문에, 격렬한 액션 씬은 오오노 검우회의 키요타 마키사키가 대연하는 일도 있었다.
※조력자
- 6인의 가면라이더

본작 이전의 가면라이더 시리즈에 등장한 가면라이더들. 델저 군단을 쫓아 해외로부터 귀국했다고 하는 설정으로, 35화의 V3부터 차례차례로 출연해, 스트롱거와 공투 한다.
- - 혼고 타케시 / 가면라이더 1호

델저 군단의 일본 총공격을 알아차리고 2호와 함께 38화부터 등장했다. 미국으로부터 귀국. 머신 대원수에게는 2호와 함께 「전설」이라고 여겨져 그 존재를 인식당하고 있지 않았다. 라이더 킥으로 머신 대원수의 전의를 없애, 갑옷 기사를 포획 하는 등, 델저 개조 마인 이상의 실력을 과시했다. 대수령전에서 선두에 서서 싸워, 라스트 씬에서는 주역의 스트롱거를 제쳐두고 센터 포지션에서 달리는 등, 역대 가면라이더의 리더격으로서의 연출이 이루어지고 있다. 첫 등장인 38화에서는 변신 후의 모습만으로, 이어서 39화에서는 혼고의 모습도 나오지만 변신 씬은 없다.
- - 이치몬지 하야토 / 가면라이더 2호

인도로부터 귀국해 1호와 함께 38화부터 등장해 스트롱거를 도왔다. 최강의 개조 마인인 머신 대원수와 일대일로 대전해, 거의 호각으로 싸우고 있었지만 점차 밀려 버린다. 그러나 1호, 스트롱거의 지원과 붙잡혀 있던 V3 일행의 해방으로 형세역전한다. 첫 등장인 38화에서는 변신 후의 모습만으로, 이어서 39화에서는 이치몬지의 모습도 나오지만 변신 씬은 없다.
- - 카자미 시로 / 가면라이더 V3

머신 대원수를 쫓아 35화부터 이집트에서 귀국해 역대 라이더 중에서 최초로 등장했다. 머신 대원수와 호각 이상으로 서로 싸워, 필살의 V3 킥으로 대원수를 패주시켰다. 뱀 여자에게 전기 파워가 흡수되어 궁지에 빠져 있던 스트롱거를 도왔다. 역대 라이더의 스트롱거를 제외한 가운데는 유일하게, 제너럴 쉐도우와의 대전 경험을 가졌다. 변신 포즈의 효과음이 변경되어 있다.
37화에서는 서로를 알지 못하고 대립 상태가 되어 있던 스트롱거와 라이더맨의 중재역을 맡았다. 그 후 라이더맨과 후지 댐 파괴를 저지하기 위해 갔을 때, 자석 단장에게 불찰을 저질러, 지진 발생 장치의 땅가르기에 의해 지중으로 떨어져 라이더맨과 함께 잡혀버리지만, X와 아마존에게 구해져서 전선 복귀했다.
- - 유우키 죠지 / 라이더맨

37화부터 등장해 갑옷 기사를 쫓아 그리스로부터 귀국. 갑옷 기사를 쫓고 있었을 때, 스트롱거를 적이라고 착각해 대립해 버리지만, V3가 달려들어 중재에 들어갔기 때문에 화해. 그답게 저돌맹진적인 면도 건재하다. 일찍이 일본에서 함께 싸운 관계로 V3와 콤비로 싸우는 일도 많아, V3와 후지 댐 파괴를 저지하기 위해 갔을 때에는 갑옷 기사에게 패배해, V3와과 함께 잡혀버리지만, X와 아마존에게 구해져서 전선 복귀. 이번에, 주요 무기인 「카세트 암」은 일절 사용되지 않았다.
- - 진 케이스케 / 가면라이더 X

36화부터 갑옷 기사를 쫓아 스페인으로부터 귀국. 주요 무기인 「라이돌 스틱」을 구사해 갑옷 기사와 싸워, 갑옷 기사를 능가하는 힘을 보이고 후에 합류한 아마존과의 훌륭한 연계로 스트롱거를 지원했다. 최종화에서는 아마존과 함께 V3, 라이더맨을 지하 감옥에서 구해내고 있었다. 아마존과 함께 갑옷 기사를 훨씬 더 능가하는 점프력을 과시했다.「대변신!」라고 외쳐 변신하지만, V3같이 변신 포즈의 효과음이 변경되었다.
- - 아마존(야마모토 다이스케) / 가면라이더 아마존

36화부터터 자석 단장을 쫓아 남미로부터 귀국. 폭약이 설치된 욧카이치 석유 콤비나트(combinat)를 뒤에 두고 갑옷 기사와 싸우는 X를 원호, 고속 열전에 의한 폭파를 저지, X와과 공투 해 훌륭히 갑옷 기사를 격퇴한다. 1호 · 2호의 귀국을 알고 스트롱거의 구조는 그들에게 맡기고 갑옷 기사 일행의 파괴 활동을 X화 함께 방해했다. 최종화에서는 X와 함께 V3, 라이더맨을 지하 감옥에서 구해내고 있었다.
- 타치바나 토우베

3화부터 등장해, 블랙 사탄의 존재를 알고, 죠 시게루, 미사키 유리코에게 협력한다. X, 아마존 때와는 달리 신 가면라이더(스트롱거)와 대면해도 놀라는 묘사는 없었다. 시게루에게서는 「아저씨(오야지상)」, 유리코에게서는 「아저씨(오지상)」라고 불리고 있다.
이전처럼 정주하고 있지 않고, 지프로 시게루 일행의 여행에 동행하고 있다. 전작 이전과 같은 협력자라고 하는 것보다는 코메디 릴리프(웃음 담당)적 요소가 강해져 있다. 여느 때와 마찬가지로 인질로 되는 일도 종종있다.
블랙 사탄 괴멸 후에는 시게루, 유리코 함께 잠시간의 평화를 맛보지만, 새롭게 등장한 강철 참모에게 스트롱거가 좀처럼 이길 수 없는 것을 보고 델저 군단에 경이를 느낀다. 닥터 케이트의 독에 침범된 유리코의 몸을 염려하면서도 시게루에게는, 이 일은 감추어 달라고 그녀로부터 부탁받는다. 그녀가 전사한 직후 시게루와 함께 울며, 그 묘 앞에서 시게루와 함께 델저 군단의 타도를 맹세한다.
스트롱거의 강화를 거쳐 차례차례로 귀국하는 역대 라이더의 정리역도 담당해, 델저 군단 괴멸 후 긴 싸움이 끝난 것을 깨달았다. 7인 라이더 전원으로부터 「아저씨」라고 불려 끝까지 가면라이더의 아버지같은 입장을 연기했다.

## 스트롱거,차지업,태클 기술
- - 스트롱거 전(電) 킥

메인인 필살기. 전방으로 공중 제비를 하며 전기 에너지를 몸에 집중, 몸을 적열시키면서 킥한다. 찰 때에 10만 와트의 에너지가 쏟아진다. 공중에서 정지하고 있는 것처럼 보일 만큼, 체공시간이 길다. 정확하게 클린 히트 하지 않아도 닿은 것만으로 순간에 체내의 메카를 쇼트시켜 버린다. 종래의 개조 인간과는 달리 강철제로 만든 기계인에게는 절대적인 위력을 발휘한다.
블랙 사탄의 기계인 가운데, 강가루(=캥거루), 오오카민(=늑대), 사소리(전갈) 기계인, 토라후군(=자주복), 와니다(악어), 모우센고케(=끈끈이주걱), 카메레온(카멜레온), 쿠모(거미) 기계인, 메카고리라(메카 고릴라), 쿠와가타(사슴벌레) 기계인, 부분가(=모기), 코우모리(박쥐) 기계인, 덴키에이(=가오리, 전기 에이), 도쿠가마(독 두꺼비), 아리지고쿠(개미지옥), 샤메(상어) 기계인, 도쿠가란(=나방, 독 가란), 하사미가니(가위 게), 아르마지론(=아르마딜로)을 넘어뜨렸다.
블랙 사탄 대수령도 이 기술로 쓰러뜨렸지만, 델저 군단의 개조 마인에게는 별로 통하지 않았다(쓰러뜨릴 수 있던 것은 약체화된 「강철 참모」뿐).
- - 스트롱거 더블 킥

전 킥과 같이 에너지를 집중하고 나서, 양 다리로 좌우의 어깨에 킥한다. 주로 동시에 두 사람의 전투원을 쓰러뜨릴 때에 사용.
백목(百目) 타이탄에 치명상을 입혔다.
- - 일렉트로 킥

팔을 마찰시켜 전기 에너지를 충전하고 킥을 넣는다.
대 데드 라이온 전에서 사용.
- - 반전 킥

죽방울의 요령으로 양 다리를 모아 킥 하는 기술인 것 같다.
- - 전 펀치

적을 후려갈기는 것과 동시에 1만볼트의 고압전류를 흘려 넣는다.
표준적인 기술이지만, 머신 대원수를 쓰러뜨렸다.
- - 울트라 펀치

몸을 회전시켜, 그 원심력으로 펀치를 날린다.
- - 전 춉

춉과 함께 고압전류를 흘려 넣는다.
- - 일렉트로 파이어

팔을 마찰시켜 만들어 낸 전기 에너지를, 전도체를 통해 떨어져있는 적에게 흘린다. 변신전도 장갑을 벗는 것으로로 간이형은 사용 가능.
황취(사나운 독수리) 사단장을 쓰러뜨린 수중 일렉트로 파이어도 있다.「스트롱거 전 쇼크」라고도 불리기도 한다.
- - 전 터치

팔을 마찰시켜 전기 에너지를 충전하고 나서 적을 만진다. 간이 「전 터치」는 장갑을 벗는 것으로 변신전도 사용 가능.
- - 전 쇼크

타격과 동시에 전기를 붓는다.
- - 전기 빔

손가락끝으로부터 방전한다.
- - 전기 스트림

팔을 수중에 찔러 넣고, 수백만 암페어의 전류의 소용돌이를 발생시킨다.
기계인 고론가메(=거북이), 크라게(해파리) 기계인을 쓰러뜨렸다.
- - 일렉트로 워터 폴

지면으로부터 전기의 폭포를 분출하게 한다. 카마키리(사마귀) 기계인을 쓰러뜨렸다.
- - 일렉트로 썬더

인공적으로 낙뢰를 일으킨다. 기계인 하게타칸(=콘돌)을 쓰러뜨렸다.
- - 반전 브레이커

적을 잡아 점프, 공중에서 거꾸로 해서 머리부터 지면에 때려박는다. 대 강철 참모전에서 사용.
- - 전기 마그넷

스스로를 전자석으로 바꾼다.
- - 마그넷 파워 체인지

스스로의 자극을 바꾸는 기술. 자석 단장전에서 사용.
- - 반자력선

강력한 반자력선을 만들어 내, 금속을 되밀어낸다.「전기 마그넷」과는 반대의 효과가 있어, 고속으로 낙하하는 제트 코스터도 되돌리는 위력이 있다(3화).
- - 전기 분해

자신의 신체를 전기적으로 분해한다. 화장터로부터 탈출할 때에 사용.
- - 라이더 비디오 시그널

일종의 기억 재생장치. 적의 움직임을 분석한다. 카부토(장수풍뎅이) 쇼크(촉각)의 이마의 램프에 의한 능력.
- - 카부토 캐쳐

카부토 쇼크에 있는 라인에 의한 레이다 장치. 색적 능력이 있어, 변신전이라도 사용 가능. 또 원거리용 뿐만이 아니고, 분신하는 적의 본체를 간파하는 일도 할 수 있다(제너럴 쉐도우전).
- - 스트롱거 배리어

전기에 의해 바리어를 만든다. 동등한 능력을 V3, X도 가지고 있다.
- - 배터리 쇼트

기계인, 전투원용이 아니라, 적의 승용차에 사용. 그 이름과 같이 배터리를 쇼트 시켜 기능 정지를 시키는 기술. 주로 블랙 오토바이 부대전에서 사용.
- - 초전자 울트라 싸이클론

만화 「가면라이더 SPIRITS」에 등장한 오리지널 기술. 태클의 울트라 싸이클론(후술)처럼 자폭기술로, 더욱 그것을 웃도는 파괴력(코멘더 시절의 ZX를 제외하고, 개조 인간 부대를 정리해 소멸시켰다)를 가지지만, 작중에서는 아래와 같은 초전자 다이나모 덕분에 자폭은 억제되었다.
※스트롱거 차지업 기술
- - 초전자 드릴 킥

차지 업 스트롱거의 기본적인 필살기. 「초전 드릴 킥」이라고도. 신체를 드릴처럼 회전시켜, 적을 찬다. 『가면라이더(스카이 라이더)』 21화에서 어째선지 차지 업하지 않고 사용해, 네오 쇼커 괴인 크라게론(=해파리)을 간단하게 격파했다. 그 밖에도 본작에서도 적아지트에 갇혔던 1호 · 2호를 구출때 사용(38화). 이 때도 차지 업하지 않았다.
- - 초전 삼단 킥

3회 적을 차는(암석 남작전) 타입과 삼단 뛰기의 후에 1회 적을 차는(늑대 장관전) 타입이 있다.
- - 초전 스크류 킥

몸을 스크류 형태로 회전시켜 선보이는 발차기. 움직임의 이미지로서는 2호의 라이더 만 킥에 가깝지만 이쪽의 편이 회전이 많다.
- - 초전 번개 킥

차지 업 스트롱거의 최강기로 위력이 높은 만큼 에너지 소비도 격렬하다. 공중에서 대자가 되어 회전, 낙뢰와 함께 킥한다. 늑대 장관, 제너럴 쉐도우전에서 사용.
- - 초전 대차륜 킥

공중에서 대자가 되어 옆회전하면서 급강하해 발차기를 선보인다. 뱀 여자에게 사용.
- - 초전 거꾸로 떨구기

강철 참모에게 사용한 반전 브레이커의 강화판이라고 생각된다. SP판에서는 애프터 레코딩을 새로 녹음했기 때문에, 「초전 회오리 떨구기」라고 호칭되고 있다. 자석 단장에게 사용.
- - 초전 제트 던지기

상대의 양쪽 발목을 잡아 휘둘러 투척. 자석 단장을 X 라이더 & 아마존의 던지기 기술로 휙 던져진 갑옷 기사에게 박을 때 사용.
- - 초전 급강하 펀치

점프한 뒤 바로 밑에 있는 적을 향해 급강하해 펀치 3연발. 상대의 몸이 가슴 근처까지 지면에 파묻히는 위력. 대장 브랑크(=프랑켄슈타인)전에서 사용.
※전파인간 태클 기술
- - 전파 던지기

전파 에너지를 충격파로 변환시켜, 적에게 닿지 않고 휙 던진다. 범용기술(이 연출은 상술한 대로, 연기했던 오카다 쿄코가 난투 장면에 서툴렀던 때문에 고안 되었다고).
- - 울트라 싸이클론

상대의 어깨에 양손날을 맞대고 움직임을 봉해 스스로의 전파 에너지를 상대의 신체에 쏟아 파괴하는 대담한 기술. 이것을 사용한 것에 의해 태클 본인도 절명했지만, 사용시에 태클의 신체가 독으로 약해지고 있었으므로, 원래 자살을 전제로 한 능력이었는가 어떤가는 불명. 설정에서는, 본래 강화 개조를 받아 전투용 개조 인간으로서 완성된 태클이라면, 자재로 이 기술을 조종할 수 있을 예정이었다고.
- 보충

그 코스튬이나 비극적인 최후도 포함해 현재에도 열렬한 팬은 대부분, (「가면라이더」의 한 사람으로 카운트되어있지 않아도) 역대 라이더 동료로서 지지하고 있다.
「가면라이더 SPIRITS」에서는 그녀의 「평화로운 세계가 되면, 시게루와 둘이서 먼 아름다운 장소에 가고 싶다」라고 하는 꿈을 실현하기 위해서 시게루는 다시 싸움으로 몸을 던지고 있다. 또, 텐토로는 타치바나 토우베에의 손에 보존되고 있었지만, 토우베 일행이 BADAN의 공격으로부터 도망치는데 사용되어 최후에는 스트롱거의 초전자 울트라 싸이클론으로부터 토우베 일행을 지키는 형태로 대파됐다. 제3부에서 재생 제너럴 쉐도우의 부하로서 스트롱거의 앞을 가로막는 전개로 등장하고 있다. 그리고 스트롱거에 대행하 울트라 싸이클론을 사용해 다시 자폭해버리는 일이 되었다. 저자인 무라야마 켄이치는 「좋아하는 히로인이다」라고 공언하고 있다.

## 전용 머신
- 카부토로

전기 에너지로 움직이는 스트롱거 전용의 오토바이. 블랙 사탄이 제작한 것이라고 생각된다. 통상시의 최고 시속은 300km이지만, 헤드 라이트의 별모양 부분에 낙뢰를 받으면 1,010km까지 가속할 수 있다. 대기 중의 「정전기」를 흡수하고 있기 때문에, 기본 연료 보충은 불필요. 긴급시에는 스트롱거=죠 시게루의 에너지 보충도 배터리로부터 가능(35화).
촬영용으로 오프 로드용(스즈키 · TM250)과 온 로드용(스즈키 · GT380), 액션용(스즈키 · RL250)의 3대가 준비되었다. 머플러의 형태가 3대 모두 다르기 때문에 구분이 된다. 작품 중에서는 온, 오프의 변형은 설명되지 않고, 어디까지나 1대의 오토바이로서 다루어지고 있다. 당초는 오프 로드용으로도 온 로드용과 같은 디자인의 대형 시트카울을 붙이고 있었지만, 액션에 부적합했기 때문에 떼어냈다.
액션용은 원래 경량의 트라이얼용으로, 오프닝의 윌리 장면등에서 특성이 유감없이 발휘되고 있었지만, 제6화의 촬영중에 실수로 차량의 바로 밑에서 화약이 폭발해 대파, 이후 등장하고 있지 않다.
- - 카부토로 썬더

카부토로로부터의 방전으로 적을 쓰러트린다. 주로 블랙 사탄의 「블랙 오토바이 부대」전에서 사용. 죠 시게루시도 카부토로를 타고 있으므로 변신전에도 사용가능.

## 적조직
※블랙 사탄
가란다 제국 괴멸 후에 나타난 암흑 조직. 동물의 귀로부터 내부에 침입해, 육체를 빼앗는 무서운 괴충=사탄벌레을 사용해 전인류 지배를 기도한다. 쇼커에서 데스스트론까지의 세조직을 조종하고 있던 수령과 같은 소리의 「블랙 사탄 대수령」에 의해서 통괄되어 온 세상에 지부를 가지는 등, 조직으로서는 원점 회귀적인 측면을 가진다. 동식물과 로봇이 융합한 것 같은 형태의 괴인=기계인을 첨병으로서 조종한다. 대간부는 신사 타이탄이 변신하는 일목(一目) 타이탄(후에 백목 타이탄), 고용된 간부인 제너럴 쉐도우, 최고 간부인 데드 라이온이다. 대수령에게 불필요하게 되어 화난 제너럴 쉐도우가 일으킨 쿠데타에 의해 조직은 내부 분열을 일으켜 괴멸 상태에 빠지고, 거기에 블랙 사탄 대수령은 스트롱거에 의해서 쓰러져 동시에 본부도 폭발, 블랙 사탄은 괴멸했다. 그러나 제너럴 쉐도우는 자신의 고향인 「마의 나라」로부터, 블랙 사탄 대수령으로조차 전율시키는 무서운 군단을 부르고 있었다.
- 대수령

전작의 작품처럼, 아지트내에서 소리만으로 명령을 전한다. 타이탄, 데드 라이온의 「조직 직계 간부」를 지지하고, 외부인 제너럴 쉐도우는 신용하고 있지 않다. 타이탄을 부활시켰던 것도, 그런 맥락에서이다.
- - 블랙 사탄 대수령(사탄벌레의 우두머리)

대수령의 정체. 모든 사탄벌레를 통괄하는 존재로 텔레포트를 사용할 수가 있고 팔에 맹독을 가지고 있다. 델저 군단의 출현을 알아차리고 도망치고 있다가 스트롱거의 전 펀치, 전 킥을 받고 쓰러졌다. 델저 군단의 존재를 알고 있던 것으로 보아 아마 델저나 간부인 타이탄과 같이 지저에 사는 어둠의 생물의 일종이라고 생각할 수 있다.
- 간부

- - 타이탄 / Mr. 타이탄

1. 일목 타이탄
제1-13화에 등장. 블랙 사탄 일본 지부의 초대 대간부. 지저 왕국의 주인이기도 해, 평상시에는 인간형태에 변장해, 수수께끼의 신사 「Mr. 타이탄」으로서 행동하고 있다. 냉철한 성격으로 결벽증. 스스로 전선에서 싸우는 일도 많아, 불의 구슬 스카프 등의 기술 외, 리볼버 형태의 타이탄 파괴총도 이용한다. 에너지원은 마그마.
성격은 합리주의자로 「임무 수행 때문에라면 부하의 생명 따위, 별 것 아니다」라고 동료의 희생도 마다하지 않는다. 그러나, 그가 말한 대로, 임무 수행을 무엇보다도 우선해, 기계인에 대해서도 「블랙 오토바이 부대」등을 보내 원호하는 일도 종종 있다. 그 때문에, 수령으로부터의 신망은 두텁다.
최후에는 체내의 마그마를 통상의 8만도에서 3배인 24만도로 올려 강화한다. 스트롱거의 기술을 죄다 되돌려 스트롱거를 궁지로 몰지만, 바다 속으로 던져져버려 급격하게 몸이 차가워져서 마그마를 분출하면서 폭사한다.
2. 백목 타이탄
제17-23화에 등장. 블랙 사탄 저주의 관의 의식에 의해 타이탄이 강화 부활한 것. 스트롱거와 동등하거나 그 이상의 힘을 가진다. 불을 모티프로 하는 파이어 슛 등의 기술 외, 반환기를 많이 가져, 스트롱거의 전기 기술을 되돌린다. 고용된 자인 쉐도우 반목해 최고 간부의 자리를 두고 싸운다. 또, 성격은 이전과 다르지 않고, 인질을 취하거나 부하를 버리는 패로 하는 등 목적을 위해는 수단을 가리지 않는다. 후에 스스로를 이전의 30배의 힘으로 강화해 자신의 고향인 지저 왕국에서 스트통거에게 도전하지만, 무리한 파워 업의 탓으로 어깨로부터 마그마가 분출해 버린다. 거기에 더블 킥을 받고 치명상을 입어, 스트롱거를 길동무로 하려고 하지만 실패. 최후에는 전신으로부터 마그마를 분출하고 블랙 사탄의 영광을 칭송하면서 사망.
자막 텔롭은 시리즈 통해서 「수수께끼의 신사 타이탄」이라고 여겨지고 「일목 타이탄」「백목 타이탄」의 명확한 분류는 없고, 스트롱거, 제너럴 쉐도우로부터도 극중 일정하게 「타이탄」이라고 불리고 있었다.
- - 데드 라이온

제25-26화에 등장. 대수령과의 알현이 유일하게 용서되고 있는 블랙 사탄 최고 간부. 대수령으로부터의 신뢰도 두텁고, 그 증거로 조직의 최고 기밀이 숨겨져 있는 사탄의 팬던트를 소유하고 있다(이것이 제너럴 쉐도우 배반의 계기가 되었다).
오른팔의 데드 핸드를 이용한 기술을 많이 사용한다. 부하로서 활동한 것은 기계인 아르마지론 뿐이지만, 타이탄이나 쉐도우와 같이 지시나 원호를 하는 것이 아니라 직접 아르마지론과 공통 전선을 실시하고 있다. 블랙 사탄 괴멸 후, 소식을 끊었다.
이 설정은 「가면라이더 SPIRITS」에서 보충되면서 활용되고 있다.
※델저 군단
블랙 사탄 괴멸 후, 그 이전부터 조직을 단념하고 있던 제너럴 쉐도우가 자신의 고향인 마의 나라로부터 불러온 12명의 개조 마인들에 의해서 구성된 신조직이다. 등장 초기에는 쉐도우를 포함한 8명의 멤버가 등장하고, 후에 나머지의 멤버가 등장하게 된다. 심볼 마크는 「뱀」을 「d」에 조합한 것으로 제너럴 쉐도우 이외에는 전원 벨트에 착용하고 있다. 델저 군단의 개조 마인들은, 주로 서양이나 중동에 전해지는 신화 · 전설상의 마귀(의 자손)나 불사자가 더욱 사이보그화 된 사람들로, 과거의 쇼커부터 블랙 사탄까지의 대간부 클래스에 필적하는 힘을 가지고, 게다가 스트롱거의 에너지인 전기 에너지를 흡수해 되돌릴 수 있을 정도의 강호들이며 초기의 스트롱거의 능력으로는 완전히 당해 낼 도리가 없을 정도였다. 규모는 역대 조직 중에서는 가장 작지만 실력으로는 전조직인 블랙 사탄을 비롯해 역대 암흑 조직도 훨씬 더 능가하는 과거 최강의 조직이다.
최대의 특징은 명확한 리더가 존재하지 않고, 조직 내의 계급이 존재하지 않는 것으로, 등장 초기는 제너럴 쉐도우가 이끌고 있었지만, 실제는 실력주의의 아래, 가면라이더 스트롱거를 쓰러뜨린 사람이 리더가 될 수 있다고 하는 룰이 설정되어 단원끼리의 격렬한 내부 항쟁이 전개되었다. 그들의 최대의 패인은 이 내부 항쟁이며, 공투했으면 스트롱거를 쓰러뜨리는 것은 용이했다. 그러나 스트롱거가 초전자 인간이 되어 파워 업 한 것으로 인해 형세은 금세 역전되어 버려, 델저 군단의 제1진은 거의 괴멸 상태가 된다. 그러나 이집트로부터 군단의 실권자인 머신 대원수가 인솔하는 제2진이 일본을 방문한다. 제너럴 쉐도우의 지휘권을 박탈하고, 가면라이더 타도보다 종래의 침략 활동에 중점을 두는 것처럼 되어 일본 각지에서 파괴 활동을 시작했다. 그러나 스트롱거나 귀국한 6인의 라이더의 활약에 의해서 차례차례로 저지된다. 최종 결전에서 타치바나 토우베를 인질로 잡아 재생 괴인들과 함께 라이더들을 덮쳤지만, 역전의 전사들의 적은 아니고 머신 대원수도 스트롱거와 함께 자폭하려고 하지만 전 펀치에 의해 쓰러져 마침내 조직은 괴멸 한다. 그러나 델저 군단을 조종하고 있던 진정한 수령은 기암산에 잠복하고 있었다.
- 대수령 / 암석대수령

쇼커부터 델저 군단까지의 역대 암흑 조직을 뒤에서 조종하고 있던 진정한 흑막으로 서적 등에서는 암석대수령으로 표기된다. 신장 수십 미터의 암석의 거인으로, 거체를 살린 펀치나 킥, 두 눈에서 나오는 광선 등으로 공격한다. 또 기계인이나 델저 개조 마인을 부활시키는 능력을 가진다. 델저 군단의 아지트인 기암산에 잠복해, 델저와 라이더의 사투를 보고 있었지만, 머신 대원수 사망 후에 모습을 나타냈다. 그 본체는 체내에 잠복하고 있던 거대한 뇌에 눈이 붙은 모습을 한 기괴한 생명체였다. 패배를 인정 우주로 돌아간다고 하며 자폭하지만, 생사는 불명.
후의 시리즈에 나오는 네오 쇼커 대수령, 테라마크로, 악마 원수와 같이 B26 암흑 성운에서 온 우주 생명체라고도 일컬어지고 있지만 자세한 것은 불명.
- 초기의 8인의 마인

- - 제너럴 쉐도우

제14-38화에 등장. 스트롱거를 쓰러뜨리는 목적을 완수하기 위해 아득한 지저에 존재하는 「마의 나라」로부터 온, 집시(로마족)의 개조 마인(즉 군단 중에서는 마인의 한 명이지만, 그만 인간의 피도 섞여있다). 당초는 블랙 사탄에 고용되어 간부로서 활동하고 있었지만, 어디까지나 정면에서 스트롱거와 싸우는 것을 바라고 있어 그 때문에 타이탄의 비겁한 작전에는 불쾌감을 가져, 스트롱거와 접촉을 반복하고, 타이탄을 쓰러뜨릴 수 있도록 유도하거나, 데드 라이온이 최고 간부로 맞이되었던 것 때문에 블랙 사탄을 괴멸로 몰아넣기 위해 암약하고, 블랙 사탄 괴멸 후에는 스스로가 리더가 되어 자신의 고향인 마의 나라로부터 개조 마인들을 집결시켜, 델저 군단을 결성한다.
스트롱거와의 결착을 내기 위해 군단을 인솔해 싸우지만, 머신 대원수의 등장에 의해 리더의 지위를 빼앗겼다. 스트롱거와 결착을 내기 위해 그와 싸워, 직전까지 몰아넣지만, 초전 번개 킥을 맞아 델저 군단을 칭하면서 폭사했다. 주요 무기는 검이지만, 트럼프를 이용한 기술도 다용한다. 또, 이름의 유래이기도 한 그림자 즉 분신을 사용한다. 책사이며, 운세에 의해 행동을 결정하는 것도 많았다. 타인으로부터 지시받는 것이 싫은 성격.
덧붙여 오프닝 크레디트에서의 명칭 기재는, 전기간을 통해 「제너럴 쉐도우」로 되어 있었다. 또, 최종화에서는 등장하고 있지 않음에도 불구하고 크레디트되고 있었다.
- - 강철 참모

제26-29화에 등장. 동유럽의 황금 마인의 자손. 강철 갑옷을 몸에 걸치고, 거대한 철구를 휘두르는 델저 군단 최초의 자객. 비열한 개조 마인이 대부분인 군단내에서, 바로 정면으로부터의 당당한 정공법의 싸움을 존경하는 무인. 그 때문에 황취 사단장과는 사이가 나쁘다. 상당한 괴력의 소유자로 그 파워는 스트롱거 이상. 또 전기 기술도 되돌린다. 철구 공격 시에 「스틸(STEEL)!」이라는 독특한 구령을 발한다. 약점은 산성 물질. 최후에는 스트롱거에게 케이트의 산성 독가스를 뒤집어 써 약체화 된 곳에 전 킥을 맞아 사망. 스트롱거를 가장 괴롭힌 마인의 한 사람이다.
- - 황취 사단장

제26-28화에 등장. 델저 군단에서는 유일하게 하늘을 날 수 있는 괴조의 마인. 군단 내부에서도 특히 비겁 · 고식적인 성격으로, 항상 다른 사람을 함정에 빠트리는 일을 목표로 해 교활한 작전을 이용하는 것 밖에 생각하지 않기 때문에, 강철 참모와는 견원지간이다. 설정에서는 사막의 사신이라고 불린 파괴 사단의 장으로, 터키의 회오리 마인 에킴의 자손답다. 무기는 토마호크(도끼)와 방패.
시게루를 강철 참모 밑에서 빼앗아, 그를 처형하려고 했지만 탈출해 버린다. 스트롱거와의 전투에서는 전기기술을 되돌려 스트롱거를 몰아넣지만 전기의 절연 효과가 미치지 않는 수중전으로 끌어들여져 수중 일렉트로 파이어에 폭사. 델저 군단 첫 전사자가 되었다. 덧붙여 최종화에서 대수령에 의해 전 블랙 사탄의 기계인과 함께, 델저 마인 중에서 유일하게 부활해 라이더들에게 도전하지만, 역전의 전사들의 앞에는 역시 당해내지 못하고 폭사했다.
- - 닥터 케이트

제26-27, 29-30화에 등장. 요화 아르라우네(맨드레이크)의 자손으로 개맨드라미의 꽃을 머리 부분의 모티프로 한 마녀. 맹독 만들기의 달인이라고 하는 것 외에 전신이 독의 덩어리로, 몸에 닿은 것만으로도 상대를 죽음에 이르게 한다. 나이프 공격도 자신있고 머리나 지팡이로부터 케이트 가스, 맹독 부식액을 쏜다. 또, 거대한 개맨드라미로 모습을 바꾸거나 상대를 망토로 덮어 개맨드라미형의 사람의 말을 하는 꽃이나 개맨드라미 형태의 부조로 바꾸는 일도 할 수 있다. 스트롱거의 전 킥이 통하지 않는 체질이지만, 식물이 모티프라, 불에 극단적으로 약하다. 첫등장시에 블랙 사탄 탈취에 성공한 쉐도우의 공훈을 솔직하게 인정한 것 외에는, 황취 사단장처럼 교활한 면 밖에 보이지 않는다. 맹독으로 태클에게 치명상을 입히는 것에는 성공했지만, 그녀의 생명과 교환한 대담한 기술 울트라 싸이클론에 쓰러졌다.
설정에서는, 동독일의 독살 부대의 장이 되어 있다.
- - 해골 소령

제26-27, 30-31화에 등장. 유령 기사의 자손으로 낫을 무기로 하고, 다채로운 한편 고도의 암살인술을 사용한다. 사신과 같은 풍모로 군단에서 으뜸가는 암살자라고 칭해지고 이탈리아가 거점인 닌자 집단 DDD의 보스라고 하는 설정이 있었다. 닥터 케이트에게 공투를 신청하거나 스트롱거를 강화한 마사키 박사를 살해하는 등 , 지모에 뛰어나다. 질투 심한 면도 있어 암석 남작과는 라이벌인 것 같다. 최후에는 초전자 인간이 된 스트롱거의 초전자 드릴 킥에 머리를 날아가 어이없게 사망. 낫으로 구사한 「해골 화염」「해골 기관포」 등 무장도 다채롭다.
가면라이더의 괴인의 목소리가, 후에 이야기에 등장했을 때에는 바뀌는 적은 많지만, 해골 소령은 단 1화 안에서 목소리가 변한다.(첫 대사는 사와 리츠오지만, 그때부터 얼마 지나지 않았을 때 야시로 슌의 목소리가 되어 있다)
- - 암석 남작

제26-27, 31-32화에 등장. 스핑크스의 자손으로, 이상한 사투리로 말한다.곤봉이 무기. 딱딱한 신체와 강인한 파워를 가져, 강철 참모만큼은 아니지만 정공법 위주로 공격해 왔다. 그러나 머리는 좋지 않기 때문에 늑대 장관에게 이용되어 쉐도우에게는 「구제할 수 없는 단세포」, 시게루에는 「멍청이 암석 남작」이라고까지 말해졌다. 최후에는 초전자 드릴 킥으로 단두되고 동체를 초전 삼단 킥으로 파괴당해 폭발 산산조각났다.「이와(바위)」라고 하는 기성을 발한다.
- - 늑대 장관

제27, 32-33화에 등장. 늑대 인간의 자손. 군단에서 으뜸가는 책략가. 프라이드가 높은 성격으로, 선조에게 자랑을 가지고, 제너럴 쉐도우를 갑자기 출세했다고 업신여겨, 쉐도우를 대신해 스스로가 군단의 리더가 되려고 해, 암석 남작이나 스트롱거를 이용해 쉐도우 말살을 도모한다. 만월의 밤에는 불사신이 되는 것이 가능하고 스트롱거의 초전 스크류 킥과 초전 삼단 킥에도 아랑곳하지 않았다. 플라즈마 에너지를 조종해 만월 플라스마 광선으로 스트롱거를 압도했지만, 달이 구름에 가려진 일순간을 찔려 초전 번개 킥에 폭사했다.「전원 집합! 7인의 가면라이더!!」에서 암흑 대장군에 의해서 블랙 사탄의 기계인과 함께 되살아나, 재등장한다. 머리 부분의 그물과 같은 장식은 전기의 입자(플라즈마)의 디자인으로 되어 있다.
- - 대장 브랑크

제26-27, 33-34화에 등장. 프랑켄슈타인의 자손으로, 군단의 초기의 멤버 중 마지막 한 명. 이상한 서투른 말씨로 말한다. 저격이 자신있고, 무서운 괴력의 소유자이지만, 암석 남작 같이 영리하지는 않고, 파워 업 전의 스트롱거에게 고전하고 있는 일로부터 그렇게, 실력이 있는 건 아니었다고 생각된다. 나이프를 발사하는 저격총을 무기로 한다. 최후에는 기습 작전에서 암석 폭탄의 공격에 의해 스트롱거를 압도하지만 차지 업한 초전 급강하 펀치를 3발 맞은 후, 던져져 절명.
- 후에 등장한 마인

- - 뱀 여자

제34-35화에 등장. 요녀 고르곤의 자손으로 제너럴 쉐도우를 「쉐도우 님」이라고 부른다. 쉐도우의 한쪽 팔로 불리는 개조 마인으로, 신전력으로서 불려 온 개조 마인. 왼손의 뱀으로부터 불꽃을 토해 공격 할 수 있는 것 외에, 뱀으로 변화할 수 있어 상대를 뱀 인간으로 바꾸어 조종하는 최면술도 사용할 수 있다(뱀 인간으로 된 사람은 이마에 있는 붉은 비늘을 벗기면 원래대로 돌아간다). 또, 자신이 흡혈을 실시한 상대에게 독액을 주입하는 능력이나, 전기 에너지를 빨아 들이는 망토를 가진다. 최후에는 V3의 원호를 받은 스트롱거의 초전 대차륜 킥에 당해 죽었다. 전원 집합! 7명의 가면 라이더!!에서 재등장한다.
- - 자석 단장

제36-39화에 등장한 개조 마인. 브록켄의 요괴의 자손으로 머신 대원수가 남미의 아마존에서 불러 온 반기계 마인으로, 일본에 올 때까지는 아마존 라이더와 싸우고 있었다. 대원수의 심복으로, 자력을 조종한다. 성격이 급하고 난폭한 성격으로, 주로 파괴 활동을 실시했다. 최종 결전에서 재생 괴인이나 갑옷 기사와 함께, 7인 라이더에 의해서 쓰러졌다. 스트롱거와는 3번까지도 대전했지만 전부 패주 혹은 포획 되었다.
작전 수행 능력은 높고 점보 제트기의 추락도 한때는 성공을 거두어 갑옷 기사와 함께 「지진 발생 장치」를 사용한 「후지 댐 파괴」는 완전하게 성공해, 동시에 V3, 라이더맨을 포획했다. 구령은 「샤이(자석의 「샤쿠」의 변형)」혹은 「샤쿠우」.
- - 갑옷 기사

제36-39화에 등장한 개조 마인. 고대 바이킹의 자손으로 머신 대원수가 스페인에서 그리스 경유로 불러온 반기계 마인으로, 일본에 올 때까지는 라이더맨이나 X 라이더와 싸우고 있었다. 대원수의 심복으로, 검기술이 뛰어나 2개의 검을 교차시켜 「고속 열선」을 발한다. 당초는 자석 단장과 이면 작전을 취하고 있었지만, 결속하는 라이더들의 강력함에 공동 작전을 이행한다. 스트롱거, V3, 라이더맨을 잡았을 때 「X 라이더와 아마존을 잡으면, 가면라이더는 모두 생포」라고 한 자석 단장에 대해, 1호와 2호의 존재를 각인시키고 있는 등 , 냉정 침착하고 용맹 과감한 성격으로, 주로 작전을 방해하려고 하는 라이더들을 요격했다. 최종 결전에서 재생 괴인이나 자석 단장과 함께, 7인 라이더에 의해서 쓰러졌다. 2호를 제외한 모든 가면 라이더와의 대전 경험을 가진다. 구령은 「카츄우(갑주의 변형)」.
- - 머신 대원수

제35-39화에 등장한 델저 군단 최강의 개조 마인. 이집트에서 온 미라 남자의 개조 마인으로, 제너럴 쉐도우를 대신해 군단의 리더가 되었지만, 제너럴 쉐도우는 냉담한 태도를 취한다. 신체는 「라이더 킥」이나 「V3 킥」의 직격을 견딜만큼 강인하고, 머리 부분에 레이저포를 가져, 삼각형의 피라미드 배리어로 상대를 가둔다. 자석 단장과 갑옷 기사를 인솔해 침략 활동을 실시하지만, 그들을 쫓아 일본으로 돌아온 역대 라이더와 스트롱거의 맹공에 고전한다. 기관총을 장비하고 있어, 2호 라이더와의 싸움이나 잡은 죠 시게루를 총살하려고 했을 때에 준비하고 있었지만 사용되지 않았다. 최종 결전에서 차지 업 전의 스트롱거의 전 펀치를 맞아 델저 불멸을 주창하면서 어이없게 폭사한다.
- 설정뿐인 마인

- - 제트 콘돌

델저 군단의 멤버라고 하는 반기계인간. 자석 단장이나 갑옷 기사처럼, 머신 대원수에게 불렸지만, 도중 수수께끼의 죽음을 맞이했기 때문, 능력이나 용모의 자세한 것은 불명. 일부의 정보지에서는 델저 군단의 괴인으로서 존재가 알려져 있을 뿐이다.
- 관련인물

- - 암흑대장군

델저 군단 괴멸 후에 나타난 수수께끼의 인물. 재생기계인이나 재생 델저 개조 마인들과 함께 가면라이더 쇼를 빼앗아 아이를 유괴하고 몸값을 얻으려고 기도한다. 7인 라이더에 의해 쓰러진다. 델저 군단의 벨트를 하고 있지만 관계는 밝혀지지 않았다.

## 주제가
주제가
『가면라이더 스트롱거의 노래』
- 가수:미즈키 이치로

엔딩 테마
『오늘도 싸우는 스트롱거』
- 가수:시몬 마사토/미즈키 이치로, 호리에 미쓰코

『스트롱거 액션』
- 가수:미즈키 이치로, 호리에 미쓰코

| 이전 가면라이더 아마존 (1974년 10월 19일 ~ 1975년 3월 29일) | 제5대 1970년대 가면라이더 시리즈 1975년 4월 5일 ~ 1975년 12월 27일 | 다음 가면라이더 (스카이라이더) (1979년 10월 5일 ‐ 1980년 10월 10일) |